# Corinne Anselmet
Corinne Anselmet (1986) è un'ex sciatrice alpina francese.

## Biografia
Originaria di Bonneval-sur-Arc e attiva in gare FIS dal dicembre del 2001, in Coppa Europa la Anselmet esordì il 18 dicembre 2003 a Ponte di Legno/Passo del Tonale in discesa libera (28ª), ottenne l'unica vittoria, nonché unico podio, il 27 gennaio 2006 a Megève in supercombinata e prese per l'ultima volta il via il 14 marzo dello stesso anno ad Altenmarkt-Zauchensee in slalom speciale (44ª). Si ritirò al termine della stagione 2007-2008 e la sua ultima gara fu uno slalom speciale FIS disputato l'11 marzo a Risoul, chiuso dalla Anselmet al 23º posto; in carriera non debuttò in Coppa del Mondo né prese parte a rassegne olimpiche o iridate.

## Palmarès

### Coppa Europa
- Miglior piazzamento in classifica generale: 38ª nel 2006
- Vincitrice della classifica di combinata nel 2006
- 1 podio:
  - 1 vittoria

#### Coppa Europa - vittorie
| Data            | Località | Paese   | Specialità |
| --------------- | -------- | ------- | ---------- |
| 27 gennaio 2006 | Megève   | Francia | SC         |

Legenda:

SC = supercombinata

### Campionati francesi
- 1 medaglia:
  - 1 bronzo (slalom gigante nel 2005)